# 比特特什
比特特什，是匈牙利包尔绍德-奥包乌伊-曾普伦州所辖的一个村。总面积18.22平方公里，总人口179，人口密度9.8人/平方公里（2011年1月1日）。